# Máscara mortuoria

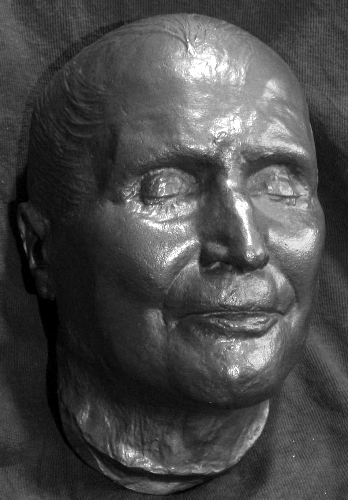
Máscara mortuoria de Pío IX.

Máscara mortuoria (mascarilla funeraria es el término más adecuado en este caso, según la RAE) es una copia fiel del rostro de una persona fallecida recientemente obtenida por la técnica de vaciado en yeso y luego reproducido por medio de materiales fluidos de punto de fusión bajo tales como cera de abejas o este mismo material combinados con resinas con el objeto de obtener un retrato en tres dimensiones positivo del rostro, lo más cercano al rostro en vida del difunto.

## Historia
Muchas fuentes de información citan a la Edad Media como la época en que se propagó esta moda fúnebre en la altas esferas sociales de obtener una copia fiel del rostro de un personaje tenido por principal en la sociedad de aquel entonces. Aunque esta costumbre también se observó en la antigua Roma (maiorum imagines) y en el Egipto de los faraones.
En Europa, la costumbre de obtener un retrato fiel del fallecido se intensificó en los siglos XVIII y XIX.
El término «máscara» puede provenir del árabe maskarah que significa bufón o del latín Mascus que significa fantasma.
En la antigua Roma, el cuerpo de Julio César fue cubierto con materiales endurecedores y luego vaciado en cera de abejas para ser exhibido a los pies de Marco Antonio en la escalinata del Senado. En el antiguo Egipto, durante la época posterior a la dinastía Ptolemaica la técnica fue construir sarcófagos con el retrato del difunto en él.
En la Alemania nazi, el rostro del alto dignatario de las SS, Reinhard Heydrich fue objeto de un tratamiento de máscara mortuoria.
Actualmente, la policía forense utiliza esta técnica para reconstruir rostros de víctimas y victimarios usando avanzadas técnicas informáticas. También es usada esta técnica para hacer copias vivas de rostros de personas en vida usando polímeros tales como resinas, poliuretanos, etc.
Muchos personajes históricos han dejado un legado post mortem de su rostro. A continuación vemos unos ejemplos.
- 1327 a. C - Tutankamon
- 44 a. C. - Julio César
- 1321 - Dante Alighieri
- 1616 - William Shakespeare
- 1790 - Benjamin Franklin
- 1799 - George Washington
- 1821 - Napoleón Bonaparte
- 1827 - Ludwig van Beethoven
- 1830 - Simón Bolívar
- 1844 - Joseph Smith
- 1865 - Abraham Lincoln
- 1867 - Maximiliano de Habsburgo
- 1870 - Justo José de Urquiza
- 1872 - Benito Juárez
- 1920 - Amedeo Modigliani
- 1926 - Antoni Gaudí
- 1935 - Alban Berg
- 1943 - Nikola Tesla
- 1954 - Armando Reverón
- 1975 - Francisco Franco
- 1980 - Alfred Hitchcock